# エンサイン
エンサイン・レーシング（Ensign Racing）は、1973年から1982年までコンストラクターとしてF1に参戦していたイギリスのレーシングチーム。チーム代表はモーリス・ナン。

## F1参戦

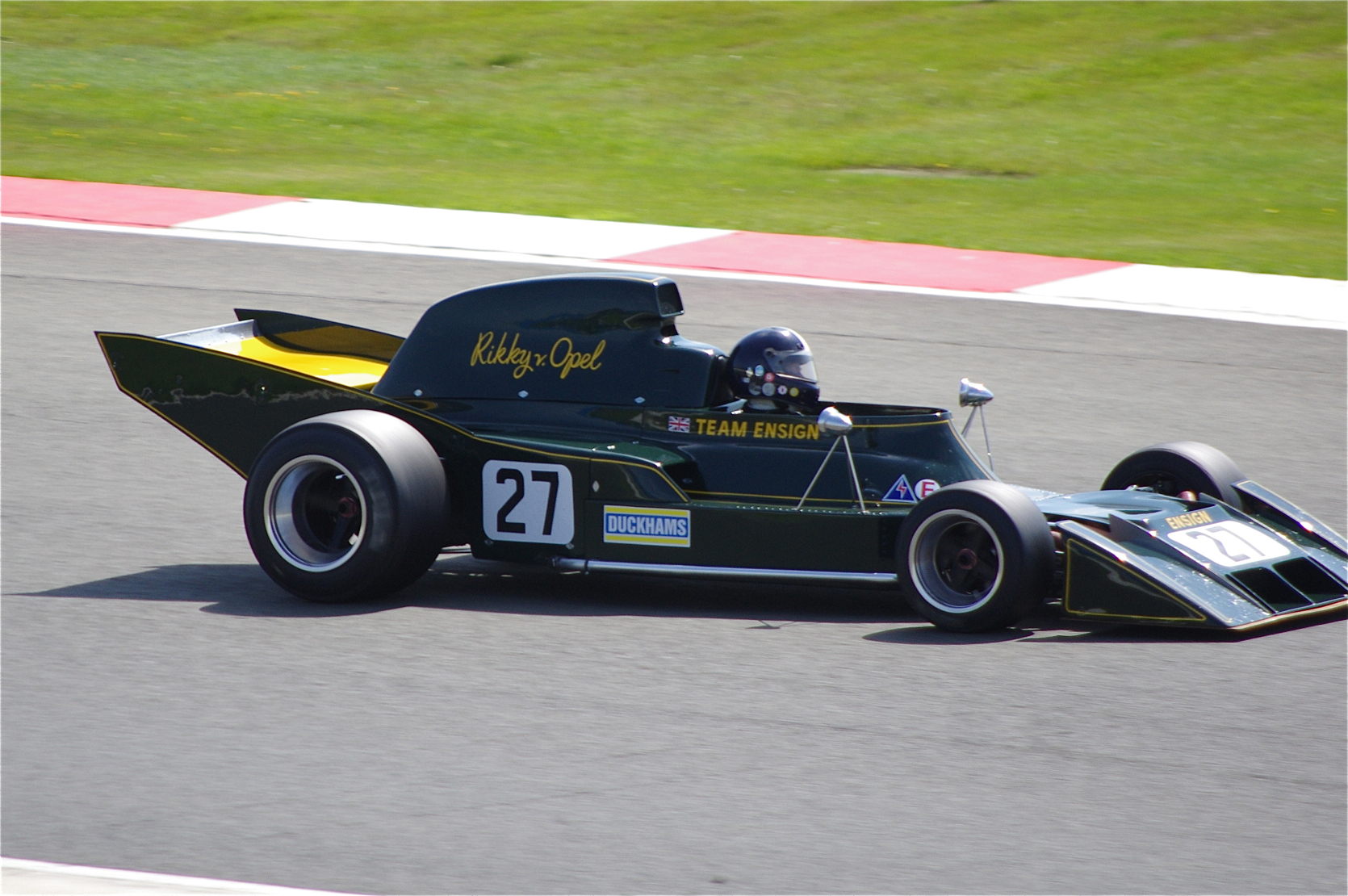
2012年シルバーストン・クラシックでのN173

1973年、ドライバーのリッキー・フォン・オペルがF3のシャーシコンストラクターであったモーリス・ナン率いるエンサインにマシン製作を依頼しF1参戦を開始。この年はオペルの1カーで第8-10,12-15戦のみのエントリーであった。
1974年にテディ・イップ率いるセオドール・レーシングのスポンサードを受けた。しかしノーポイントに終わる。この年も第4,5,8-14戦のみのスポット参戦となった。
1975年は第9戦から新車N175を使用した。それまではN174を使用していたが、入賞は第11戦での6位1回のみであった。
1976年は2年落ちのマシンであるN174を第3戦まで使用。それ以降はN176に切り替えられた。開幕戦ブラジルGPと最終戦日本GPのみ欠場。
1976年から1977年にかけてボロというコンストラクターが参戦していたが、このチームのマシンは「エンサイン N175」をベースとしていた。

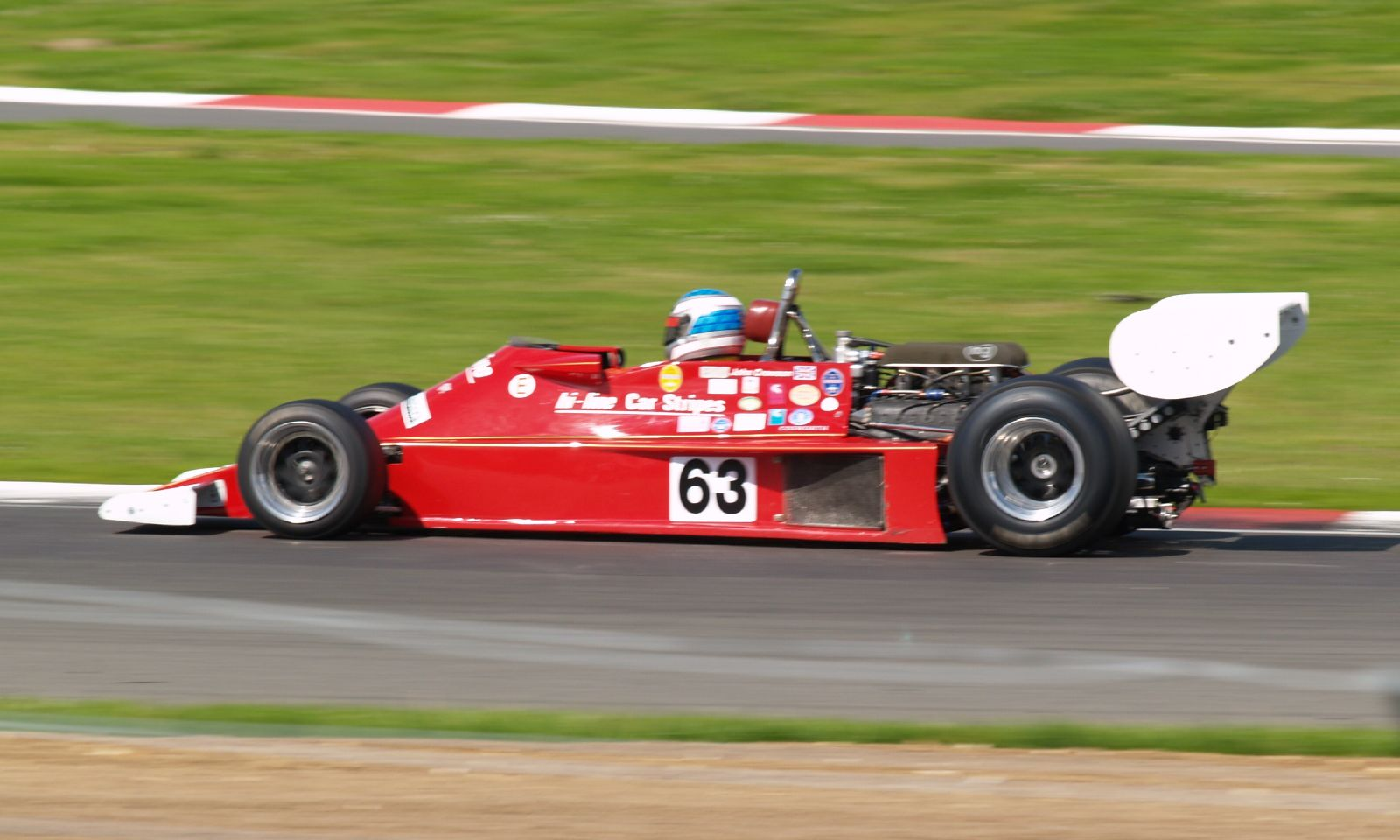
2007年のシルバーストンを走行するN177

1977年には、フェラーリからクレイ・レガッツォーニの移籍に伴い、彼の個人スポンサーであるティソットがチームへのスポンサードを開始。また、フル参戦も開始。
この年に投入された新車N177は、前年の車であるN176からマイナーチェンジしか施されていない。しかもこのマシンは1979年まで使用されることとなる。
この頃から資金難に悩まされていたチームはドライバーを頻繁に変えていくことになる。その中で1978年ドイツGPにスポット参戦したのは後の3度のワールドチャンピオンとなるネルソン・ピケだった。
1979年に投入されたN179は、ラジエーターをドライバーの前面に配置して、車体全体でグラウンド・エフェクト・カーの効果を狙う意欲作であったが、ラジエーターの容量が不十分でありオーバーヒートを頻発。期待していたほどのグラウンド・エフェクトの効果も見られず完全な失敗作となったが、独創的なアイディアによる車体は人々の記憶に残るものとなった。

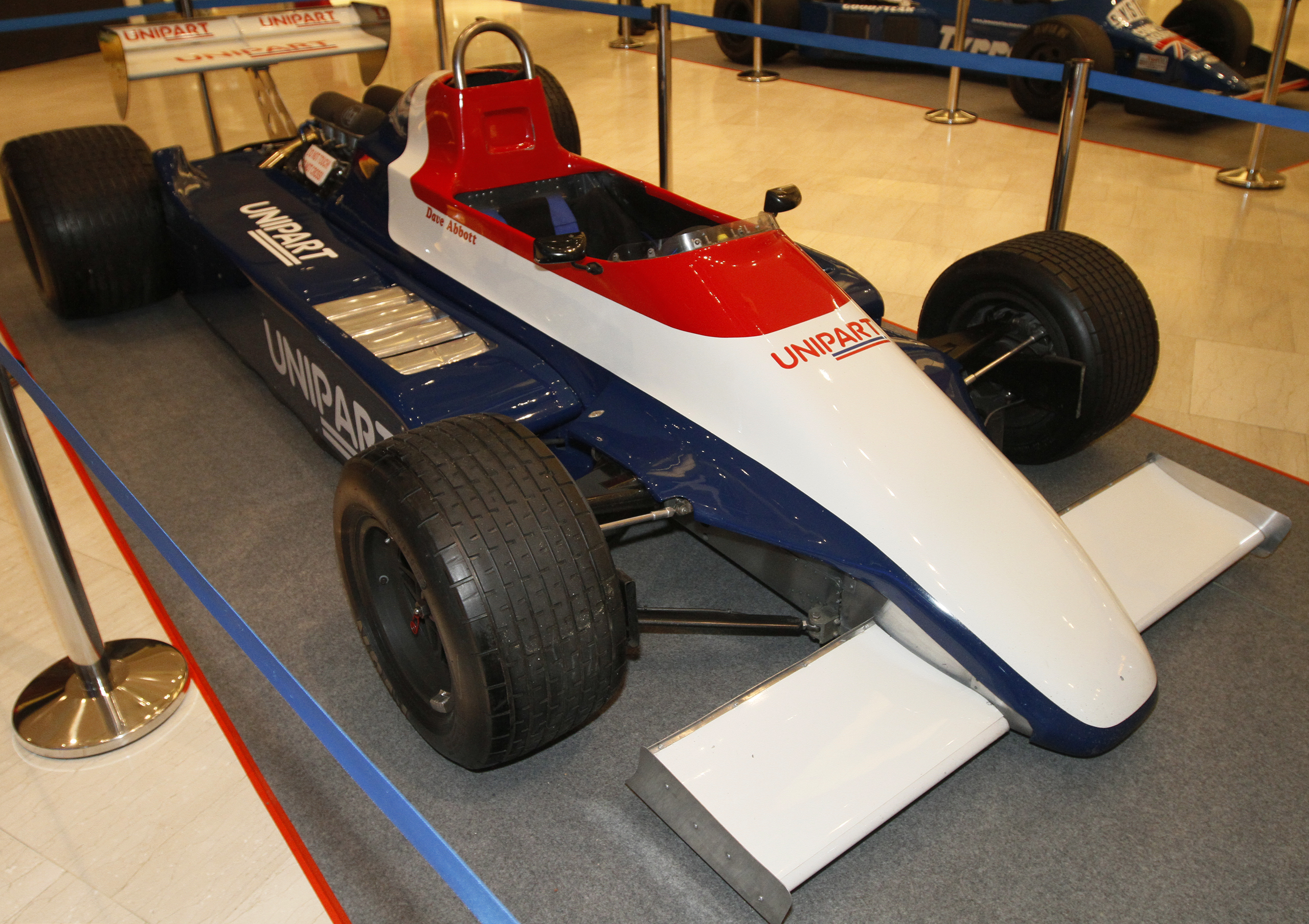
1980年型N180

1980年にはレガッツォーニがウィリアムズからエンサインに復帰した。しかし、第4戦アメリカ西GPで、ブレーキペダルの折損による大クラッシュでレガッツォーニは下半身不随となってしまい引退してしまった。
1981年にチーム唯一となるファステストラップをマルク・スレールが記録した。
チームは1982年末にコンストラクターとして活動していたセオドールと合併し、1983年はセオドールとして参戦したが、セオドール自身も1983年いっぱいでF1から撤退してしまった。ちなみに、1983年向けに開発されていた「エンサイン N183」は名前を変え、セオドールから「セオドール・N183」として使用された。
F1撤退後、アメリカのチャンプカーに参戦した。

## 変遷表
| 年     | エントリー名                                                                           | 車体型番   | タイヤ | エンジン    | 燃料・オイル        | ドライバー | ランキング | 獲得点数 |
| ------ | -------------------------------------------------------------------------------------- | ---------- | ------ | ----------- | ------------------- | --- | ---------- | -------- |
| 1973年 | チーム・エンサイン                                                                     | N173(MN01) | F      | フォードDFV | バルボリン          | リッキー・フォン・オペル | -位        | 0        |
| 1974年 | チーム・エンサイン                                                                     | N174       | F      | フォードDFV | バルボリン          | リッキー・フォン・オペル ヴァーン・シュパン マイク・ワイルズ                                                                                      | -位        | 0        |
| 1975年 | HBビウェイキング・チーム・エンサイン                                                   | N174 N175  | G      | フォードDFV | バルボリン          | ロエロフ・ヴンデリンク ジィズ・ヴァン・レネップ クリス・エイモン                                                                                  | 13位       | 1        |
| 1976年 | チーム・エンサイン                                                                     | N174 N176  | G      | フォードDFV | バルボリン          | クリス・エイモン ジャッキー・イクス パトリック・ネーヴェ ハンス・ビンダー                                                                         | 12位       | 2        |
| 1977年 | チーム・ティソット・エンサイン・ウィズ・カストロール * Theodore Racing Hong Kong(N177) | N177       | G      | フォードDFV | カストロール フィナ | クレイ・レガッツォーニ パトリック・タンベイ ジャッキー・イクス                                                                                    | 10位       | 10       |
| 1978年 | チーム・ティソット・エンサイン * Sachs Racing(N177) * Mario Deliotti Racing(N177)      | N177       | G      | フォードDFV | フィナ              | ダニー・オンガイス ランベルト・レオーニ ジャッキー・イクス ジェフ・リース デレック・デイリー ハラルド・アートル ネルソン・ピケ ブレット・ランガー | 13位       | 1        |
| 1979年 | チーム・エンサイン                                                                     | N177 N179  | G      | フォードDFV | バルボリン          | デレック・デイリー パトリック・ガイヤール マルク・スレール                                                                                        | -位        | 0        |
| 1980年 | ユニパート・レーシング・チーム                                                         | N180       | G      | フォードDFV | ユニパート          | クレイ・レガッツォーニ ティフ・ニーデル ヤン・ラマース                                                                                            | -位        | 0        |
| 1981年 | エンサイン・レーシング・チーム                                                         | N180B      | M A    | フォードDFV | バルボリン          | マルク・スレール エリセオ・サラザール | 11位       | 5        |
| 1982年 | エンサイン・レーシング                                                                 | N180B N181 | M A    | フォードDFV | バルボリン          | ロベルト・ゲレーロ | -位        | 0        |

*枝がついているチームに車体を供給（括弧内に供給した車体の型番を記載）

*斜体になっているドライバーはスポット参戦など

## 車両ギャラリー
- スポーツカーノーズ型（1973年 - 1974年）

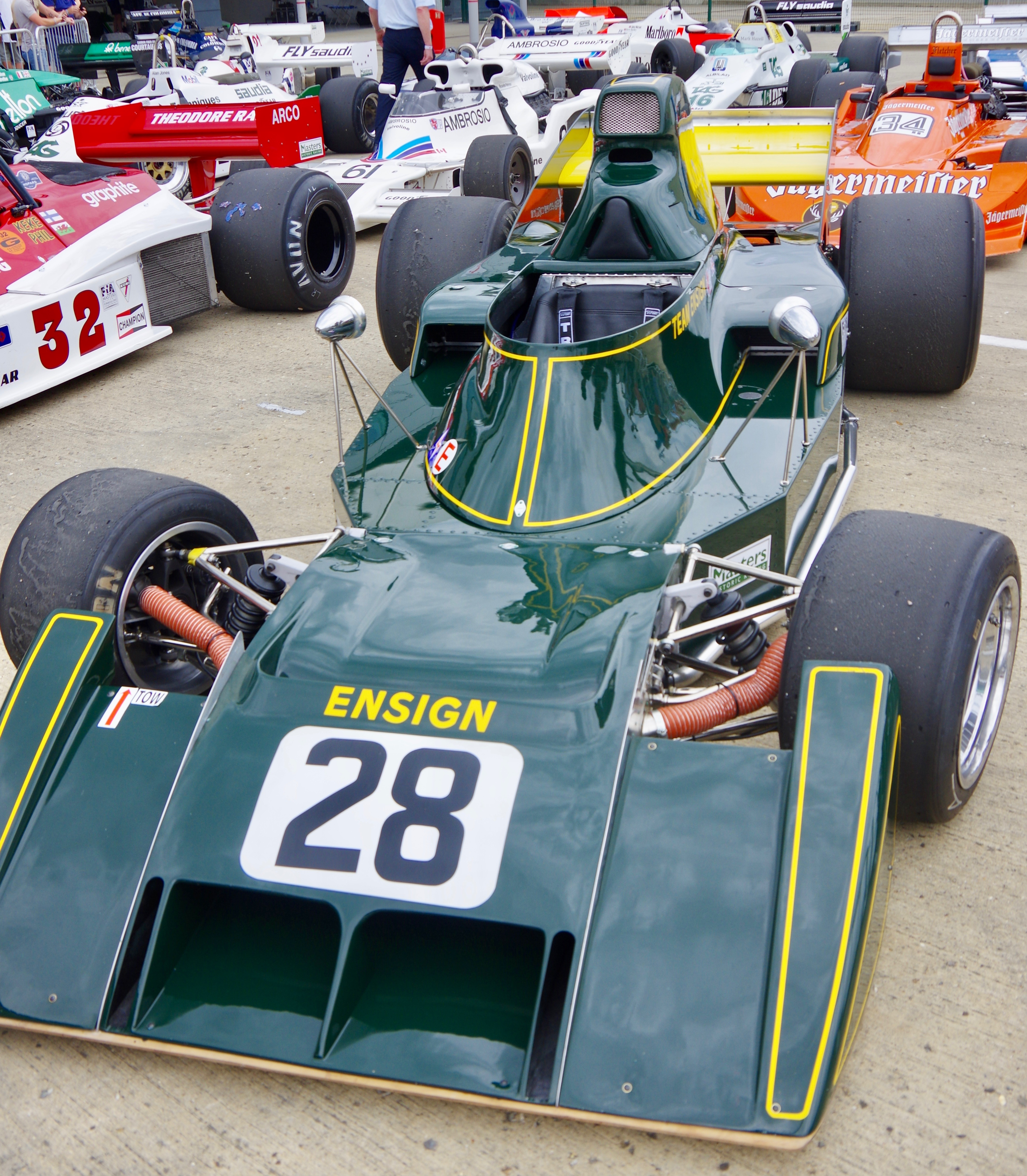
N173 フォード

- フラットノーズ型（1975年 - 1978年、1983年）

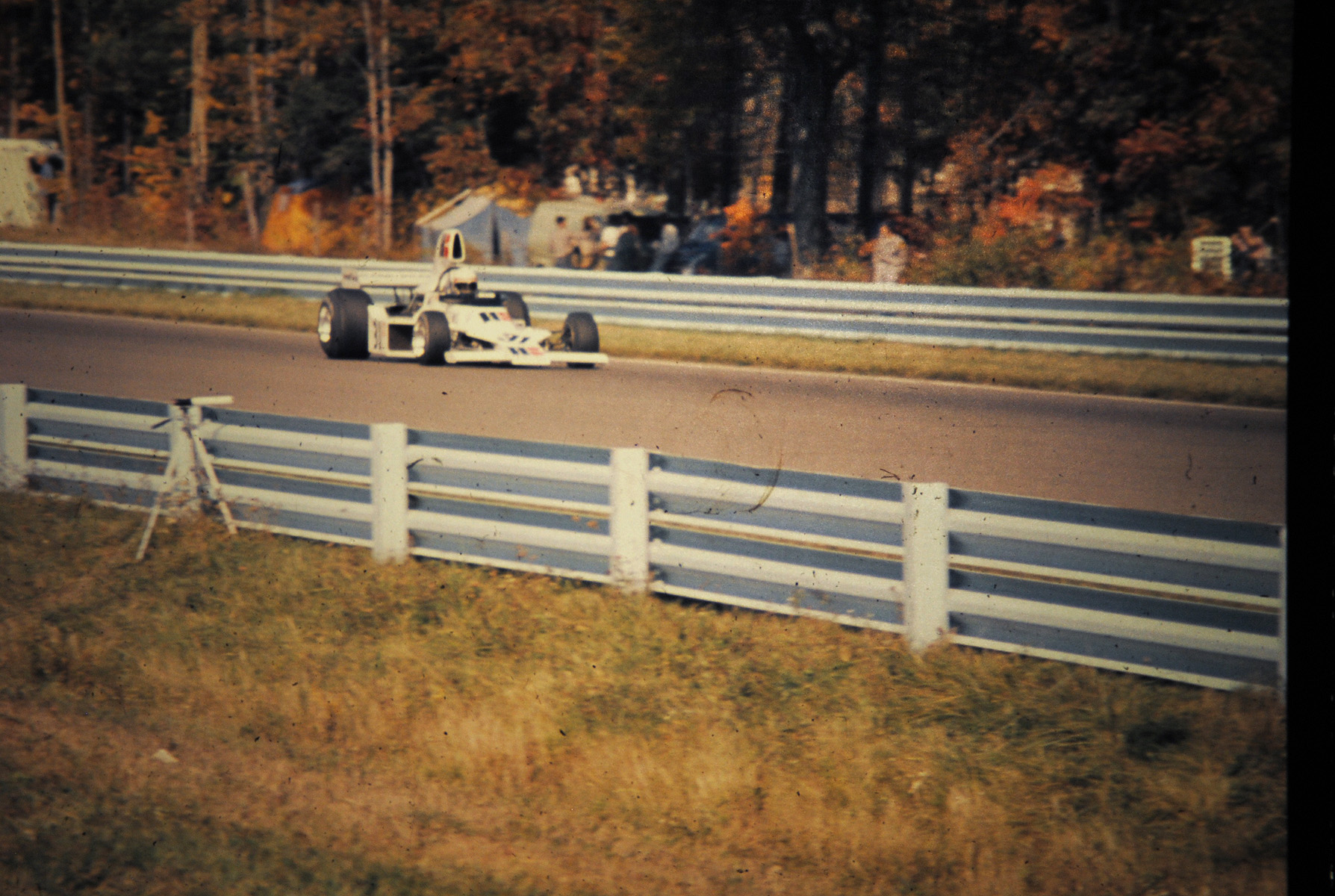
N175 フォード
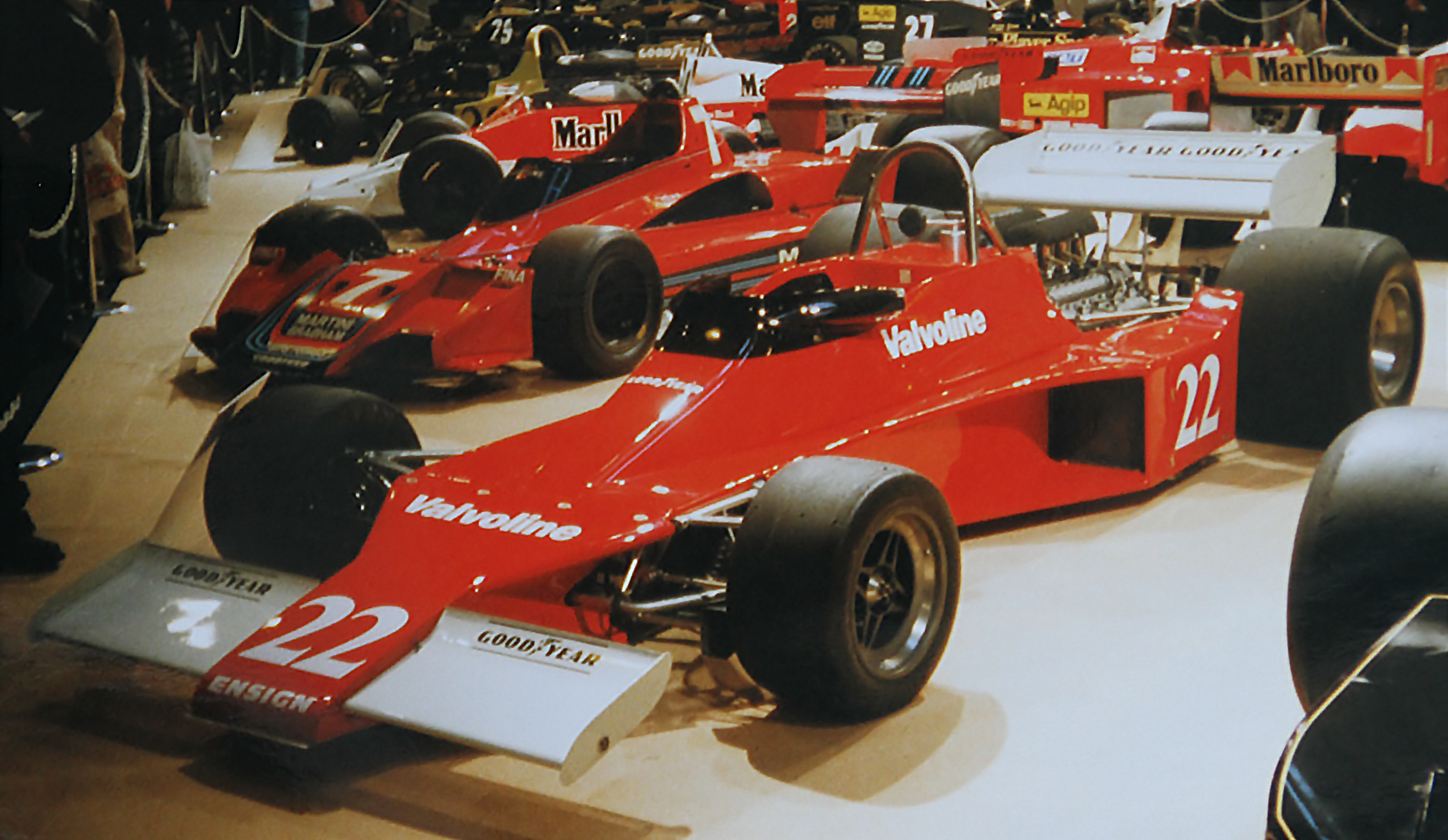
N176 フォード
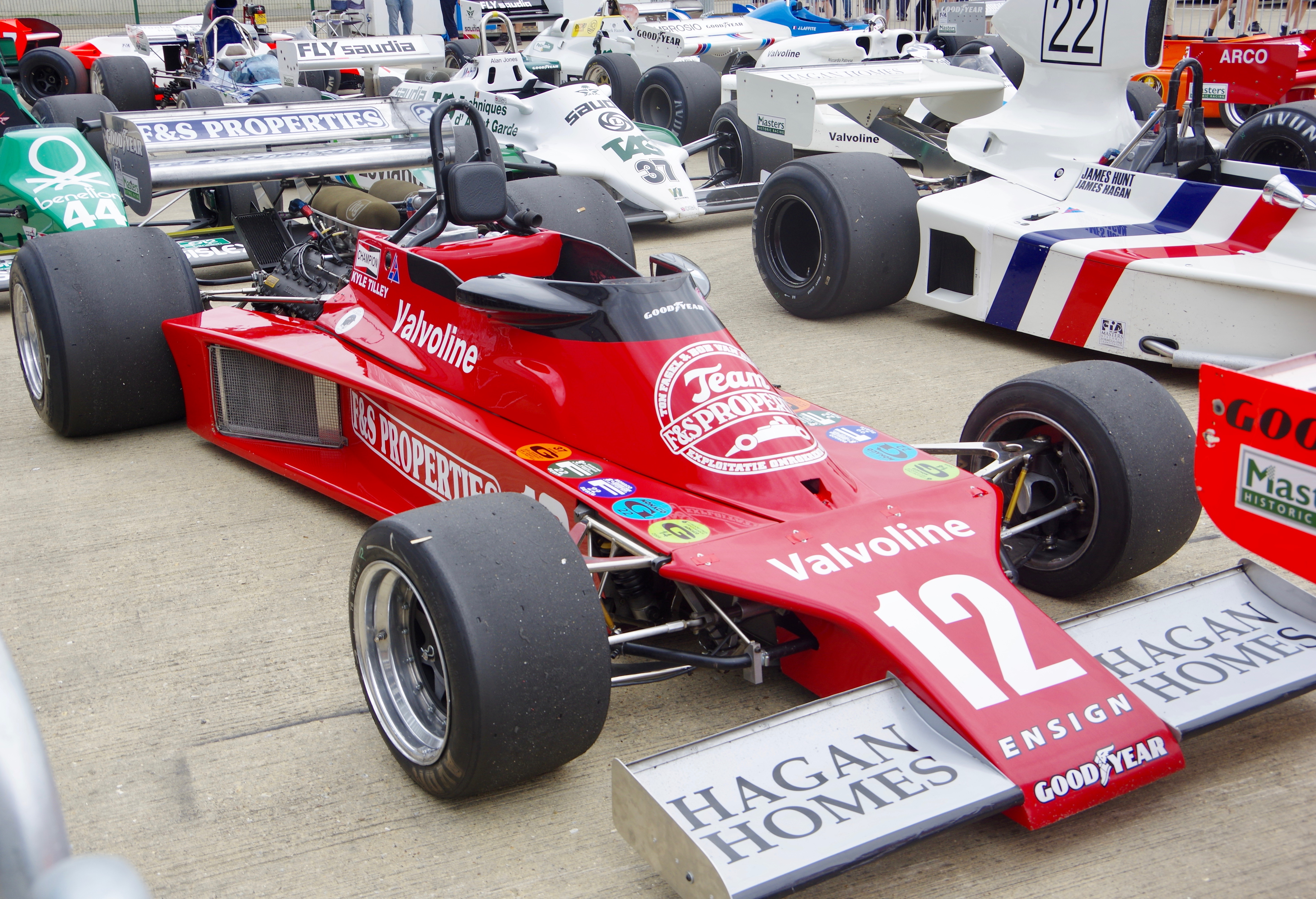
N177 フォード
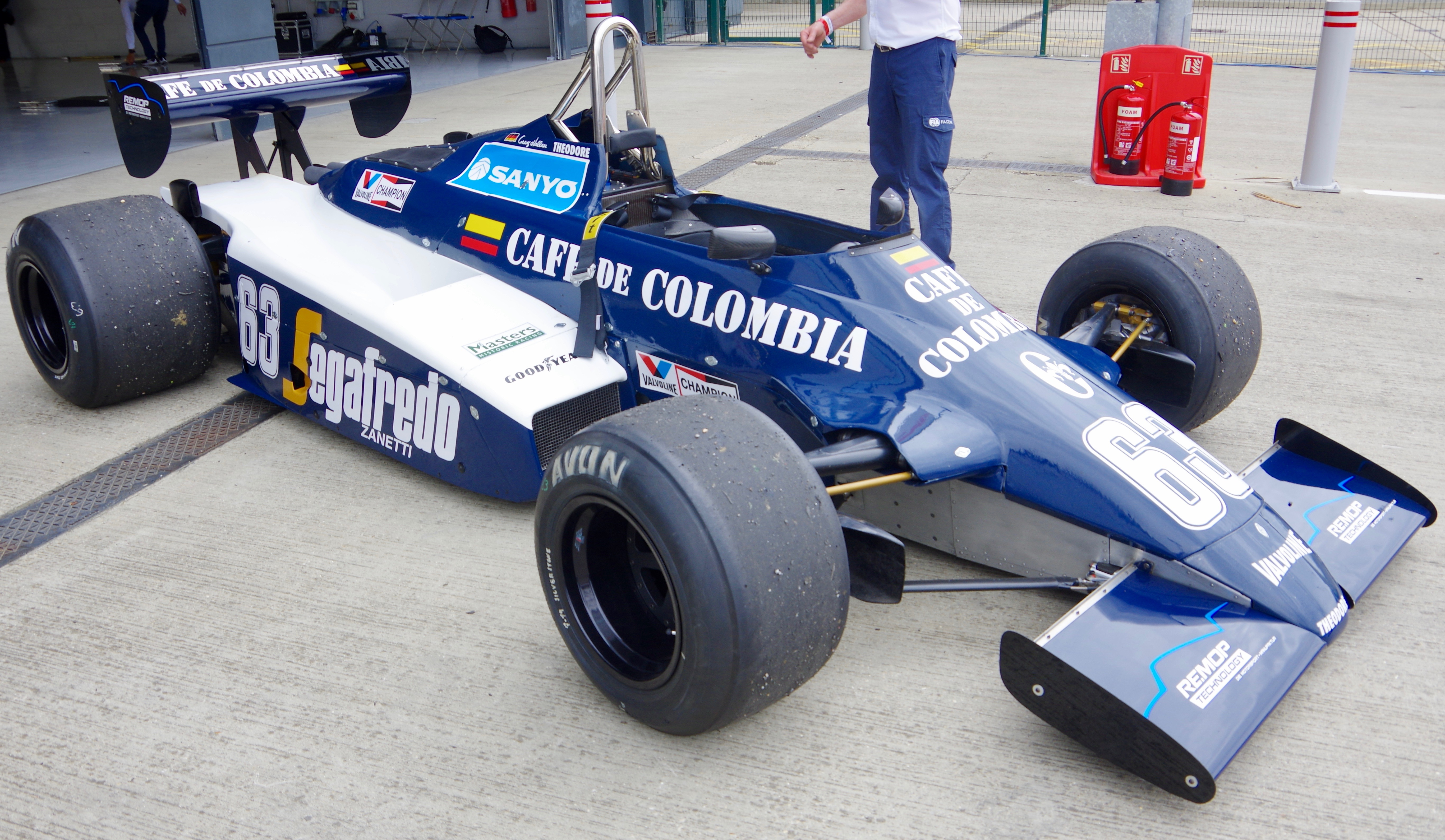
N183（セオドールN183） フォード

- グラウンド・エフェクト型（1979年 - 1982年）

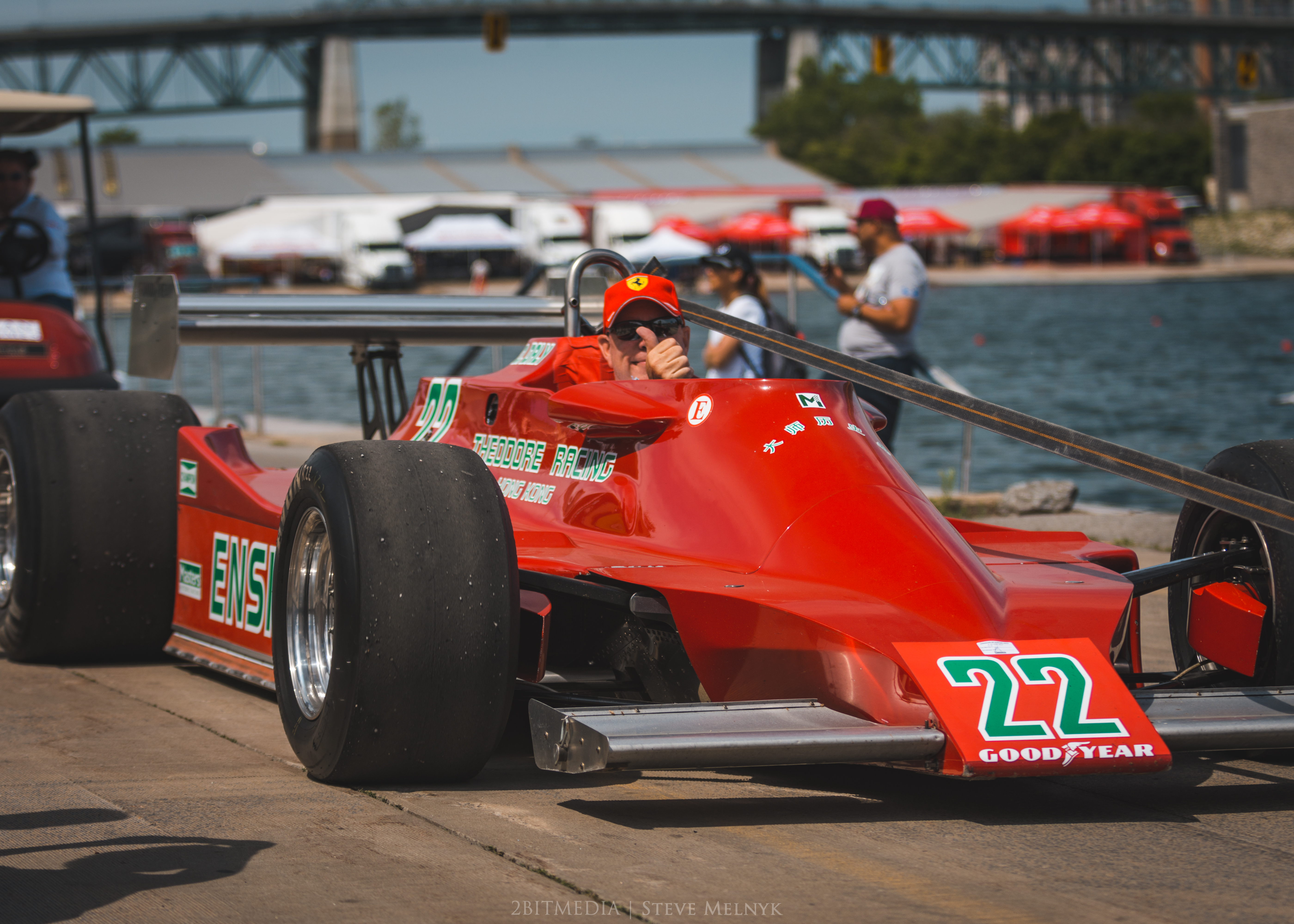
N179 フォード
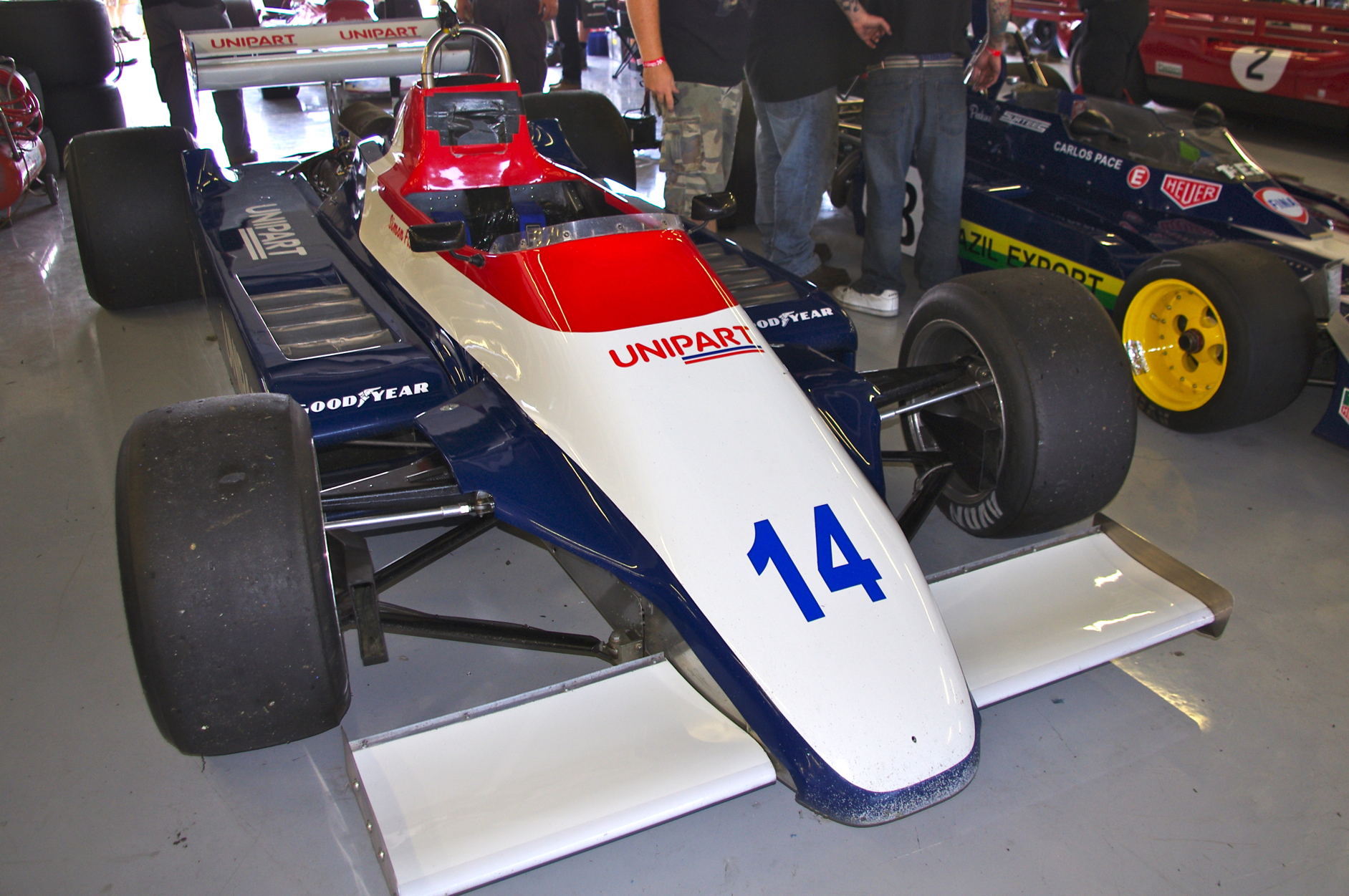
N180 フォード
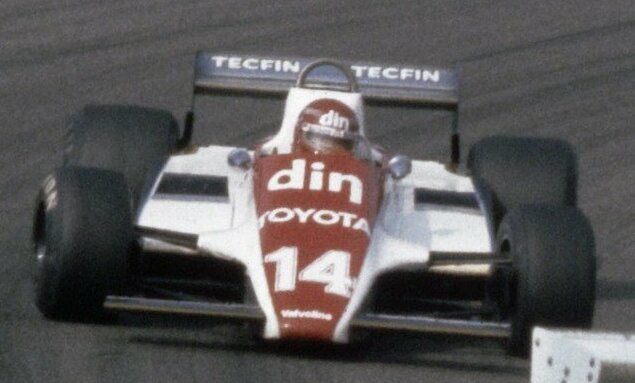
N180B フォード